# Jesus Cristo Superstar (filme)
Jesus Christ Superstar (bra/prt: Jesus Cristo Superstar) é um filme musical britânico de 1973 dirigido por cineasta canadense Norman Jewison. 
Adaptação cinematográfica da ópera rock homônima de Andrew Lloyd Webber e Tim Rice , o filme é estrelado por Ted Neeley, Carl Anderson, Yvonne Elliman e Barry Dennen. O filme gira em torno do conflito entre Judas e Jesus durante a semana antes da crucificação de Jesus. Neeley e Anderson foram indicados para dois prêmios Globo de Ouro em 1974 por seus retratos de Jesus e Judas, respectivamente. Embora tenha atraído críticas de alguns grupos religiosos, comentários para o filme ainda foram positivos.

## Sinopse
Versão musical e pop dos últimos dias da vida de Jesus, a partir de sua chegada a Jerusalém. Figurinos e cenografia mesclam história e política, inserindo objetos como metralhadoras e tanques de guerra ao lado de lanças e palácios romanos.

## Elenco
- Ted Neeley .... Jesus Cristo

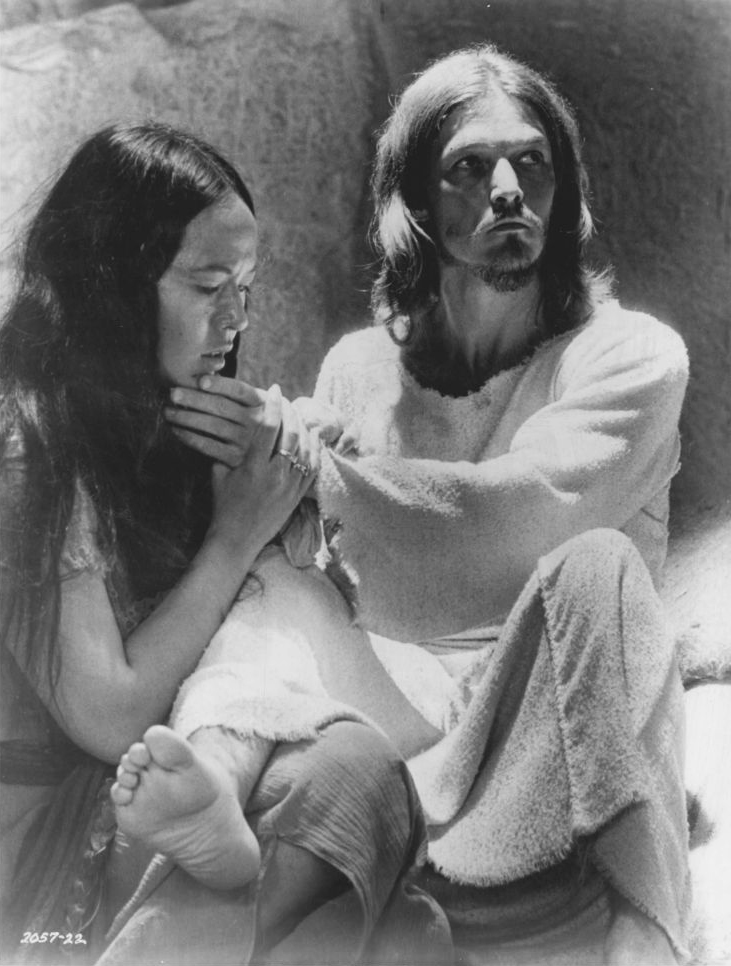
Yvonne Elliman (Maria Madalena) e Ted Neeley (Jesus) na cena de Strange Thing Mistifying

- Carl Anderson .... Judas Iscariotes
- Barry Dennen .... Pôncio Pilatos
- Yvonne Elliman .... Maria Madalena
- Joshua Mostel .... Herodes
- Larry Marshall .... Simão, o Zelote
- Paul Thomas .... Pedro